# 레니 에이브러햄슨
레너드 "레니" 에이브러햄슨(영어: Leonard "Lenny" Abrahamson, 1966년 11월 30일 ~ )은 아일랜드의 영화 감독, 각본가이다.

## 경력
레니 에이브러햄슨은 더블린에서 태어났고, 미국으로 떠나 스탠퍼드 대학교에서 철학을 공부했다. 그러나 학위를 따지 못하고 아일랜드로 돌아와 영화 제작을 시작했다. 에이브러햄슨은 2004년 헤로인 중독자들의 이야기를 그린 《애덤과 폴》을 발표했고, 뒤이어 2007년 아일랜드 시골의 모습을 그린 《주유소》(Garage)를 감독했다.
에이브러햄슨 감독은 2012년 잭 레이너, 라르스 미켈센 주연의 《리처드가 한 일》(What Richard Did)로 아일랜드 영화계에서 인정을 받았다. 2014년에는 도널 글리슨, 마이클 패스벤더 주연의 《프랭크》(Frank)을 선댄스 영화제에 출품하여 찬사를 받았고, 한국에도 이름을 알렸다.